# 요로촌 (지바현)
요로촌(養老村)은 지바현 이치하라군에 존재했다가 쇼와 대합병으로 폐지된 촌이다. 현재의 이치하라시 북부에 해당한다.

## 역사
- 1889년 4월 1일 - 정촌제 시행에 수반해 이치하라군 요로촌이 성립하였다.
- 1955년 3월 31일 - 시사이촌과 합병해, 산와정이 성립하여, 요로촌은 소멸하였다.

## 교통

### 철도
- 고미나토 철도
  - 고미나토 철도선

## 참고문헌
- 小沢治郎左衛門『上総国町村誌 第一編』1889年。NDLJP:763698。
- 千葉県市原郡教育会『千葉県市原郡誌』千葉県市原郡、1916年。NDLJP:951002。
- 『明治22年千葉県町村分合資料 七 市原郡町村分合取調』1889年。